# العلاوية (صدينة)
العلاوية هي إحدى مشيخات المملكة المغربية، تتبع جغرافيا لإقليم تطوان وإداريًا لصدينة. يقدر عدد سكانها بـ 2774 نسمة حسب الإحصاء الرسمي للسكان والسكنى لسنة 2004.